# Fool (Shakira)
Fool è un brano musicale del 2004 pubblicato dalla cantante colombiana Shakira estratto come singolo dall'album Laundry Service per il solo mercato brasiliano.